# Bocholt, Belgien
Bocholt är en ort och kommun i Belgien.   Den ligger i provinsen Limburg och regionen Flandern, i den nordöstra delen av landet, 90 km öster om huvudstaden Bryssel. Antalet invånare är 12 753. Bocholt gränsar till Kinrooi, Meeuwen-Gruitrode, Neerpelt, Peer, Bree, Weert och Cranendonck. 
Omgivningarna runt Bocholt är en mosaik av jordbruksmark och naturlig växtlighet. Runt Bocholt är det ganska tätbefolkat, med 214 invånare per kvadratkilometer.